# 木也赛尔·阿不都艾海提
木也赛尔·阿不都艾海提，女，维吾尔族，笔名菡萏（Hendan），中华人民共和国异议人士，诗人、教师。

## 生平
木也赛尔20世纪80年代中期出生于中国新疆维吾尔自治区北部的伊宁市。她在北京大学学习医学，随后在马来西亚一所大学获得公共卫生硕士学位。读本科期间，她开始写诗，研究生毕业后决定从事创意写作事业。
2013年，木也赛尔移居土耳其，成立了Ayhan Education，旨在促进维吾尔族侨民的维吾尔语的发展。该组织的工作包括出版一本由儿童撰写的维吾尔语杂志，面向同龄人。这本杂志名为《四叶草》。

## 奖项
她被列入英国广播公司2020年11月23日公布的“巾帼百名”名单。